# Otto Bertl

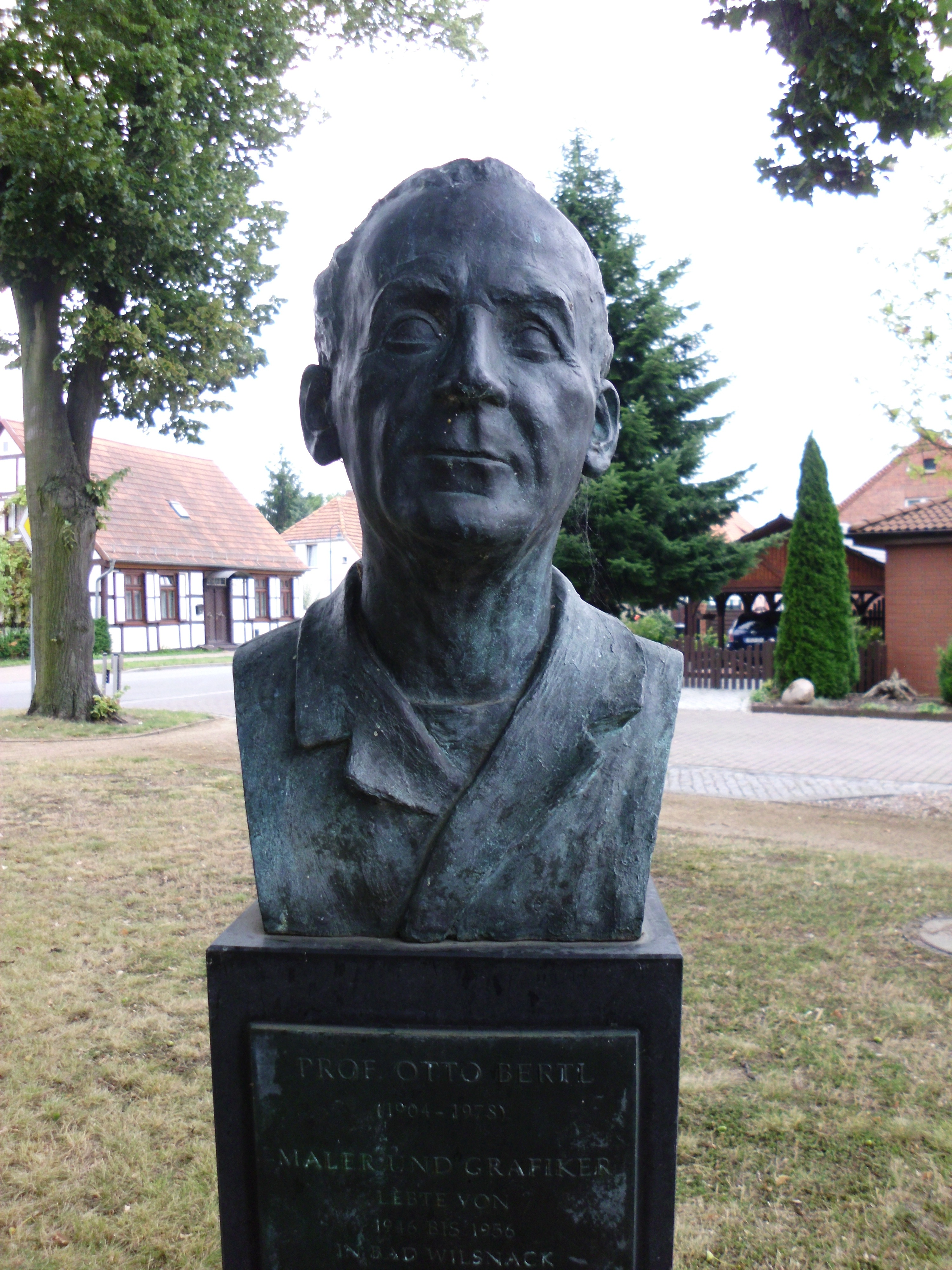
Büste von Otto Bertl in Bad Wilsnack

Otto Bertl (* 21. September 1904 in Sosau, Bezirk Komotau; † 4. September 1978 in Berlin-Friedrichshagen) war ein deutscher Maler und Grafiker.

## Leben und Werk
Otto Bertl kam als Kind mit seinen Eltern nach Pohlig. Im Ortsteil Dehlau besuchte er die Volksschule, danach die Bürgerschule in Kaaden (das heutige Kadaň) und anschließend bis 1923 die Lehrerbildungsanstalt in Komotau. Der Geburtsort Bertls und Pohlig mit Dehlau existieren nicht mehr.
Da er als Junglehrer keine Anstellung erhielt, arbeitete Bertl schwer in der elterlichen Landwirtschaft. Er nutzte seine knappe Freizeit, um zu malen und zu zeichnen, vor allem Landschaften. Von 1932 bis 1938 studierte er an der Akademie der bildenden Künste Prag, wo er Meisterschüler von Heinrich Hönich wurde. Zum Kreis seiner Studienfreunde gehörten Alfred Pilz, Franz Reichel, Karl Prokop (1914–1973), Will Schestak und Oskar Kreibich. Zusammen mit dem Diplom erhielt Bertl den 1. Preis der Akademie.
In der Zeit des Nationalsozialismus war Bertl Mitglied der Reichskammer der bildenden Künste. Für diese Zeit ist seine Teilnahme an zwölf Ausstellungen sicher belegt, darunter 1943 die Große Deutsche Kunstausstellung in München, auf der er mit einer Zeichnung vertreten war, die ganz dem nationalsozialistischen Kunstgeschmack entsprach (Arbeitsmann). 1939 bis 1944 war er Assistent an der Deutschen Technischen Hochschule Prag und 1944 bis 1945 Professor an der Kunstgewerbeschule Prag. Bertl schuf vor allem Zeichnungen und Druck-Grafik und betätigte sich auch als Buchillustrator. 
1945 wurde Bertl vertrieben und kam nach Bad Wilsnack, wo er bis 1959 lebte. Er arbeitete als Lehrer an der Oberschule in Bad Wilsnack und der Volkshochschule in Wittenberg und begann wieder künstlerisch zu arbeiten. Dabei folgte er den Vorgaben des „Bitterfelder Wegs“. Er erhielt staatliche Aufträge und ging zur künstlerischen Arbeit in Produktionsbetriebe. Von 1955 bis 1969 war Bertl Dozent an der damaligen Fachschule für Angewandte Kunst (später Fachschule für Werbung und Gestaltung) in Berlin-Schöneweide. Einer seiner Schüler war Ingo Arnold (1931–2023). Bertl war Mitglied im Verband Bildender Künstler der DDR.
In Bad Wilsnack steht in einer kleinen Parkanlage eine Büste Bertls von Bernd Streiter.

## Ehrungen
- 1939: Rom-Preis der Preußischen Akademie
- 1941: Albrecht-Dürer-Preis der Stadt Nürnberg
- 1943: Peter-Parler-Preis der Stadt Prag

## Werke (Auswahl)

### Zeichnungen und Druckgrafik (Auswahl)
- Alte Frau (1938, Radierung)[4]
- Mein Vater (1938, Radierung; 1938 auf der Sudetendeutschen Kunstausstellung in Dresden)[5]
- Schmiede am Hammer (1952, Kreidezeichnung)[6][7]
- Der Schirrmeister und seine Gesellen (1952, Kreidezeichnung, 80 × 66 cm; ausgestellt auf der Dritten Deutschen Kunstausstellung)[8]
- Lehrlinge (1952, Kohlezeichnung)[9][7]

### Buchillustrationen (Auswahl)
- Viktor Karell: Burgen und Schlösser des Erzgebirges und des Egertals. Verlag Vincenz Uhl, Kaaden 1935.
- Hans Felix Zimmermann: Rast am Wege. Ausgewählte Gedichte. Noebeu Verlag, Prag 1943.
- Harry Thürk: Lotos auf brennenden Teichen. / Der Wind stirbt vor dem Dschungel. Zwei Romane. Verlag Das Neue Berlin, 1961.
- Alica Uszkareit (Hrsg.): Bekanntschaften. Eine Anthologie. Aufbau Verlag, Berlin 1976.

## Teilnahme an zentralen und wichtigen regionalen Ausstellungen in der DDR
- 1953: Dresden, Dritte Deutsche Kunstausstellung
- 1958: Berlin, Jahresausstellung der Deutschen Akademie der Künste
- 1960: Berlin, Bezirkskunstausstellung